# Florencia Fernández (baloncestista)
Florencia Soledad Fernández (16 de abril de 1986) es una jugadora de baloncesto argentina que juega en la posición de pivot. Formó parte de la  selección femenina de básquetbol de Argentina, con la que disputó el Campeonato Mundial de 2010. A nivel clubes se alzó con distintos trofeos y distinciones individuales a lo largo de su carrera.

## Biografía
Comenzó la práctica del baloncesto en el club Vélez Sarsfield, a la edad de 12 años,donde jugó en las categorías inferiores. En la temporada 2008/09 partió a Estados Unidos a estudiar en el Midland College, jugando la liga de la NJCAA con su equipo. Finalizada la temporada retornó a Argentina para jugar en el Sunderland, donde recibió la convocatoria a la selección nacional para disputar el Mundial de 2010. En 2010 retornó a Vélez, donde se consagró campeona de la Liga Nacional esa misma temporada. Finalizado el torneo se unió al Americana de Brasil, donde solo jugó 41 minutos en todo el campeonato. En 2011 fichó por el club bonaerense Unión Florida, con el que disputó la Liga Nacional y ganó el campeonato Metropolitano de ese año.

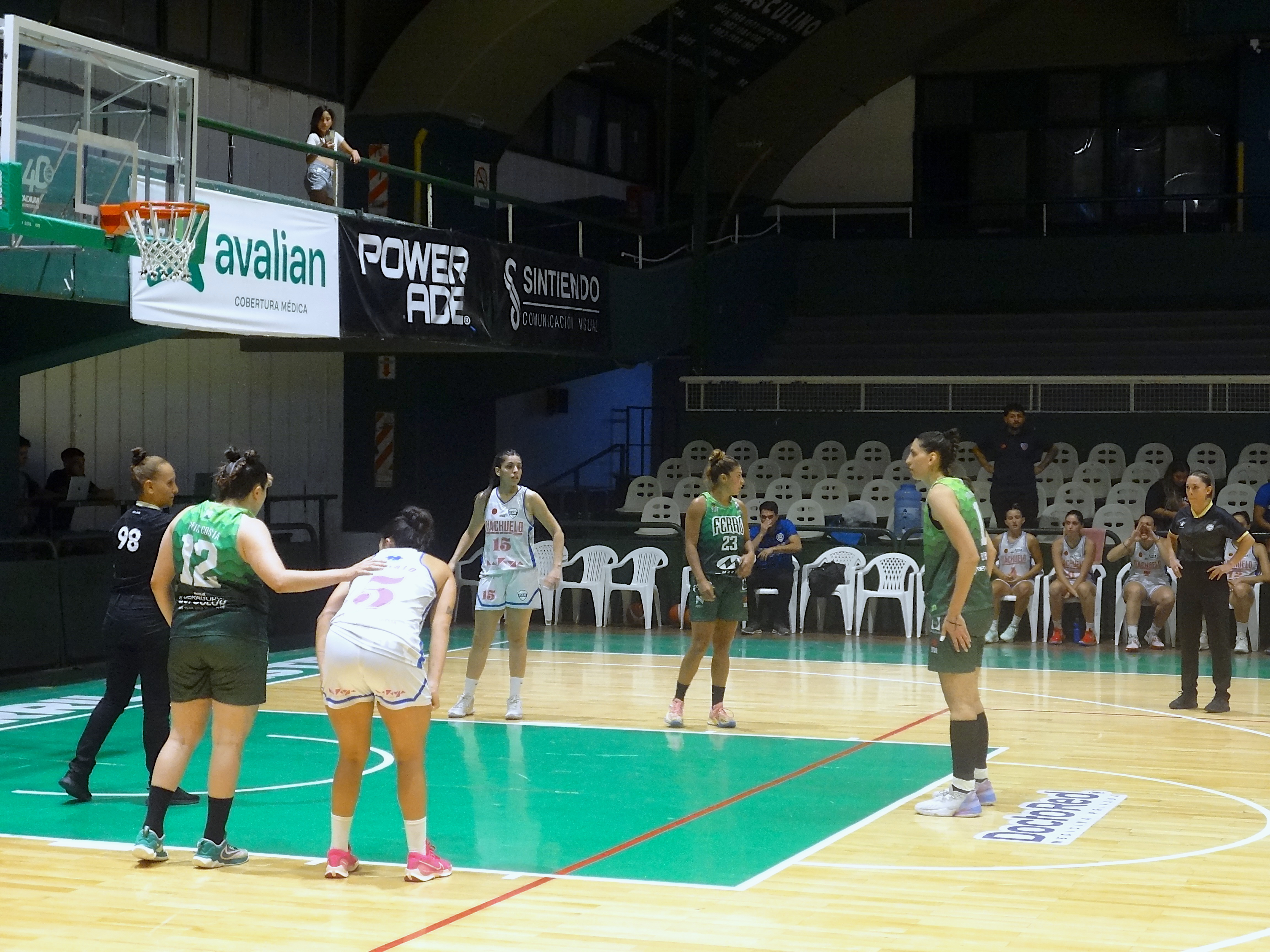
Fernández a cargo de un tiro libre en la Liga Femenina 2024

Tras una serie de lesiones y operaciones en sus rodillas, en 2015 se sumó a Unión Vecinal de Munro, con el que a lo largo de casi cinco años jugó distintos torneos metropolitanos, para a principios de 2020 unirse al Club Deportivo Berazategui. Con Berazategui fue parte del plantel que consiguió los torneos nacionales de 2021, 2022 y 2023. En el campeonato de 2022, además, logró llevarse la distinción individual de Jugadora más valiosa (MVP) de las finales, tras anotar 20 puntos y conseguir 11 rebotes.
Los resultados de Berazategui le permitieron, además, participar a nivel continental de las Ligas Sudamericanas de Clubes de 2021 y 2022 (segunda anotadora en su equipo, con 9.5 puntos de promedio, segunda rebotera con 6.3 por partido y segunda jugadora en general con 12 puntos de eficiencia por partido, en los tres casos solo superada por Candela Gentinetta).
Tras obtener el título nacional 2023 se sumó al plantel de Ferro, club donde ya actuaba como entrenadora de divisiones juveniles. Con este club se consagró campeona del torneo metropolitano 2023 tras vencer en el hexagonal final a clubes como Obras, Vélez y Berazategui, siendo señalada por la prensa como uno de los pilares del equipo junto a Micaela González.En octubre de ese año, enfrentando al Club Atlético Obras Sanitarias por la Liga Femenina de Básquetbol logró romper el récord de valoración en un partido de Liga Femenina, tras obtener 57 puntos (38 puntos, 21 rebotes y cuatro tapas) y superar así la marca anterior de 53 en manos de Celia Fiorotto en la temporada 2021. De los 21 rebotes, 11 fueron ofensivos, igualando así la marca histórica de Jessica Richardson en 2017. En su primera temporada en el equipo se consagró campeona del torneo apertura 2023, recibiendo el reconocimiento de jugadora más valiosa de la final tras marcar 21 puntos, además de obtener 8 rebotes y 4 bloqueos. A mediados de 2024 se sumó al Club Atlético Aguada de Uruguay, con el que disputó partidos de liga local y de la Liga Sudamericana de Baloncesto Femenino 2024, donde se consagró subcampeona. Tras retornar a Ferro para la Liga Femenina de Básquetbol 2024-25, superó la marca histórica de rebotes en un mismo partido, tras conseguir 22 en la primera final de conferencia ante El Talar, dejando atrás el registro anterior de 21 en manos de Carla Miculka.

### Selección nacional
Con la selección nacional participó de las FIBA Americup de 2007, donde Argentina finalizó en el cuarto puesto, y 2009, donde cayó en la final ante Brasil pero consiguió la clasificación al Mundial del año siguiente. En el mundial, pese a una pobre actuación de la selección argentina (finalizó en el 14.° puesto), Fernández actuó en cinco partidos, logrando su mejor marca en el partido contra Japón, con 15 puntos y 9 rebotes. Teniendo en cuenta el torneo completo sus estadísticas fueron de 8.8 puntos, 6 rebotes, 0.8 asistencias, 1.2 robos y 0.8 tapas en promedio. En 2011 anunció su renuncia a la selección alegando motivos personales, para volver a ser convocada en 2013.

## Vida personal
Además de jugadora de básquet es entrenadora (eneba 2)  de divisiones inferiores, kinesióloga especializada en terapia intensiva y madre de dos varones.

## Palmarés

### Clubes
- Campeona - Liga Nacional de Básquet Femenino 2010 (con Vélez)
- Campeona - Torneo Metropolitano 2011 (con Unión Florida)
- Campeona - Liga Femenina de Básquetbol 2021 (ambos torneos - con Berazategui)
- Campeona - Liga Femenina de Básquetbol 2022 (con Berazategui)
- Campeona - Liga Femenina de Básquetbol 2022/23 (con Berazategui)
- Campeona - Torneo Metropolitano 2023 (con Ferro Carril Oeste)
- Campeona - Torneo apertura - Liga Femenina de Básquetbol 2023/24 (con Ferro Carril Oeste)
- Subcampeona - Liga Sudamericana de Baloncesto Femenino 2024 (con Aguada)

### Distinciones individuales
- Jugadora más valiosa (MVP) de las finales - Liga Femenina de Básquetbol 2022 (con Berazategui)
- Jugadora más valiosa (MVP) de las finales - Torneo apertura - Liga Femenina de Básquetbol 2023/24 (con Ferro Carril Oeste)